# Gillian Armstrong
Gillian Armstrong (Melbourne; 18 de diciembre de 1950) es un directora de cine australiana.
Recibió por primera vez cierto reconocimiento internacional al dirigir el filme My Brilliant Career de 1979, película feminista que trata acerca de una joven que aspira a ser escritora durante la época victoriana en Australia. Algunos de sus siguientes trabajos fueron cintas australianas como The Last Days of Chez Nous de 1993 y Oscar and Lucinda de 1997, al igual que las películas cinematográficas estadounidenses Mrs. Soffel, una historia real de 1984, Mujercitas de 1994 y Charlotte Gray del 2001.

## Filmografía
- Women He’s Undressed (Las mujeres que desvistió) (2015)[1]
- El Último Gran Mago (2007)
- Unfolding Florence: The Many Lives of Florence Broadhurst (2005)
- Charlotte Gray (2001)
- Oscar y Lucinda (1997)
- Not Fourteen Again (1996)
- Mujercitas (1994)
- The Last Days of Chez Nous (1992)
- Fires Within (1991)
- Bingo, Bridesmaids & Braces (1988)
- High Tide (1987)
- Hard to Handle (1986)
- Mrs. Soffel, una historia real (1984)
- Having a Go (1983)
- Starstruck (1982)
- Fourteen's Good, Eighteen's Better (1980)
- Touch Wood (1980)
- My Brilliant Career (1979)
- The Singer and the Dancer (1977)
- Clean Straw for Nothing (1976)
- Smokes and Lollies (1975)
- Gretel (1973)
- One Hundred a Day (1973)
- Satdee Night (1973)
- Roof Needs Mowing (1971)
- Old Man and Dog (1970)